# 弐分方町
弐分方町（にぶかたまち）は東京都八王子市の町名。丁番を持たない単独町名であり、住居表示未実施区域。郵便番号は193-0822（八王子西郵便局管区）。

## 地理
東に大楽寺町と横川町、西に西寺方町、南に元八王子町と川町、北に大楽寺町が隣接している。

## 歴史

### 地名の由来
多摩郡由井領のうち、由比本郷を3分割した弐分方が由来。

### 沿革
- 1889年（明治22年）4月1日 - 町村制施行により、神奈川県南多摩郡二分方村が、上壱分方村、下壱分方村、大楽寺村、横川村、川村、元八王子村と合併し、元八王子村が成立する。二分方村は元八王子村大字弐分方となる。
- 1955年（昭和30年）4月1日 - 元八王子村が八王子市へ編入。元八王子村大字弐分方は八王子市弐分方町となる[5]。

## 世帯数と人口
2023年（令和5年）10月31日現在の世帯数と人口は以下の通りである。
| 町丁     | 世帯数    | 人口    |
| -------- | --------- | ------- |
| 弐分方町 | 2,104世帯 | 4,542人 |

## 小・中学校の学区
市立小・中学校に通う場合、学区は以下の通りとなる。
| 番地                                                | 小学校                   | 中学校                   |
| --------------------------------------------------- | ------------------------ | ------------------------ |
| 1～251番地 287～331番地 821番地～                   | 八王子市立上壱分方小学校 | 八王子市立元八王子中学校 |
| 667～801番地                                        | 八王子市立元八王子小学校 | 八王子市立元八王子中学校 |
| 416～455番地 456～507番地 508～533番地 802～820番地 | 八王子市立弐分方小学校   | 八王子市立元八王子中学校 |
| 252～286番地 332～415番地 534～649番地 651～666番地 | 八王子市立弐分方小学校   | 八王子市立城山中学校     |
| 650番地                                             | 八王子市立城山小学校     | 八王子市立城山中学校     |

## 交通

### 鉄道
町域内に駅は存在しない。最寄り駅はJR西八王子駅と高尾駅である。

### 道路
- 神奈川県道・山梨県道521号佐野川上野原線・東京都道521号上野原八王子線(陣馬街道)：弐分方町北端を通過する。
- 大沢川桑の原通り：弐分方町南部を東西に通過する。

## 施設
商業
- ウエルシア八王子弐分方店
- オザム大楽寺店
- セブン-イレブン八王子弐分方町店
- 八王子弐分方郵便局

教育
- 八王子市立弐分方小学校
- 八王子市立元八王子小学校
- 八王子市立元八王子保育園

公園など
- 弐分方公園
- 柳沢さくら公園
- 由井野城跡
- 報恩寺跡・観音堂
- 不断院
- 長圓寺
- 日枝神社
- 神明神社
- 権現神社
- 八坂神社
- 明神堂